# جزوالدو: مرگ برای پنج آوا
جزوالدو: مرگ برای پنج آوا (انگلیسی: Gesualdo: Death for Five Voices) یک فیلم به کارگردانی ورنر هرتسوک است که در سال ۱۹۹۵ منتشر شد. این فیلم به کشف موسیقی کارلو جزوالدو و افسانه‌های پیرامون زندگی‌اش می‌پردازد: قصر نفرین‌شده‌اش و کشتن همسر و معشوقه‌اش. در این میان، قطعاتی از موسیقی او پخش می‌شود. هرتسوک در مورد فیلم گفته‌است: «یکی از نزدیک‌ترین فیلم‌ها به قلبم».